# Фейсер, Джада
Джада Мэй Фейсер (англ. Jada Mae Facer; род. 18 марта 2001, Сент-Джордж, Юта) — американская актриса и певица. С 2014 по 2015 год она играла роль дочери Джо, Дэни, в ситкоме «Мелисса и Джоуи». У неё есть канал на YouTube, и по состоянию на 21 октября 2023 года у неё более 154 миллионов просмотров и более 1 миллиона подписчиков.

## Биография
Фейсер родилась в Сент-Джордже, штат Юта, где впервые заинтересовалась актёрской карьерой после того, как не прошла кастинг на местную постановку «Энни» и впоследствии попробовала себя в нью-йоркской постановке. Позже семья переехала в Лос-Анджелес, где она подписала контракт с агентством.
Её первой крупной ролью стала роль Аннабель в телефильме «Рождественский роман» в 2011 году. За эту роль она получила премию «Молодой актёр» в номинации «Лучшая ведущая молодая актриса в телефильме, мини-сериале или специальной программе».
Она также была номинирована на премию «Молодой актёр» в категории «Лучшая молодая актриса до десяти лет в короткометражном фильме» за свою роль в короткометражном фильме 2012 года «Нина дель Танго».
С 2014 по 2015 года Фейсер играла дочь Джо, Дэни, в ситкоме «Мелисса и Джоуи» телеканала ABC Family.
Она появлялась в ряде других телешоу, включая «Любовницы» на канале ABC, «Очень плохая училка» на канале CBS и «Опасный Генри» на канале Nickelodeon.
Фейсер также является певицей и автором песен. В 2015 году она заявила, что её вдохновила Тейлор Свифт.

## Фильмография
| Год       |   | Русское название     | Оригинальное название    | Роль            |
| --------- | - | -------------------- | ------------------------ | --------------- |
| 2011      | ф | Рождественский роман | Love's Christmas Journey | Аннабэль Дэвис  |
| 2014      | с | Любовницы            | Mistresses               | Пейтон          |
| 2014—2015 | с | Мелисса и Джоуи      | Melissa & Joey           | Дэни            |
| 2015      | с | Опасный Генри        | Henry Danger             | Кортни Шэм      |
| 2016      | с | Грозная семейка      | The Thundermans          | Кэнди Фалконмэн |
| 2017      | с | Мик                  | The Mick                 | Оливия          |

## Личная жизнь
Ее старший брат, Кайсон, снимался в сериале «Я — Фрэнки» на канале Nickelodeon.